# Кліщинське повстання 1767—1770
Повстання в Кліщинцях — виступ селян і козаків села Кліщинці Жовнинської сотні Лубенського полку (тепер Чорнобаївського райну Черкаської області), який тривав з 1767 по 1770 роки.
Генеральний суддя Лисенко при підтримці свого родича генерального писаря Туманського перетворив кліщинецьких козаків на своїх підданих, примушував їх відбувати панщину й намагався привласнити їхні землі. Починаючи з 50-х років козаки скаржилися лубенському полковникові, Малоросійській колегії та її президентові Рум'янцеву, але всі інстанції приймали рішення на користь поміщика.
Тоді у травні 1767 року на чолі з Опанасом Вороною та Григорієм Білимом козаки й селяни, які до них приєдналися, перестали коритися поміщикові, озброїлись, напали на будинок Туманського і спорудили укріплення навколо села. Протягом 1767—1768 років вони відбили шість нападів військових команд, захопили дві гармати та багато рушниць.
Повстанцям співчували козаки, послані на придушення виступу. Лубенський полковник І.Кулябка, якому навесні 1768 року Малоросійська колегія доручила придушити виступ, повідомляв, що багато козаків карального загону таємно відвідували повстанців, а частина їх самовільно роз'їхалася по домівках.
Тільки в 1769 році властям вдалося придушити повстання. Згідно з судовим вироком мешканці Кліщинців віддавались у кріпатство, 120 найактивніших повстанців було засуджено до ув'язнення і довічного заслання, 185 — до покарання канчуками. Крім того, селяни і козаки мусили компенсувати матеріальні збитки, заподіяні поміщикам під час повстання.
Проте, коли 21 вересня 1770 року у Кліщинці прибув каральний загін для здійснення вироку, кліщинці напали на нього. Опір селян був настільки великим, що Малоросійська колегія мусила надіслати підкріплення. Однак сили були нерівні, і повстанці зазнали поразки. Сім мешканців села було вбито, понад 60 закатовано. Репресії щодо учасників повстання тривали ще протягом 1771–1774 років.
Це повстання мало великий відгук серед народних мас України.